# Triaenodes baris
Triaenodes baris là một loài Trichoptera trong họ Leptoceridae. Chúng phân bố ở miền Tân bắc.